# Hexatoma bevisi
Hexatoma bevisi är en tvåvingeart som beskrevs av Alexander 1956. Hexatoma bevisi ingår i släktet Hexatoma och familjen småharkrankar. Inga underarter finns listade i Catalogue of Life.